# Maragogipinho

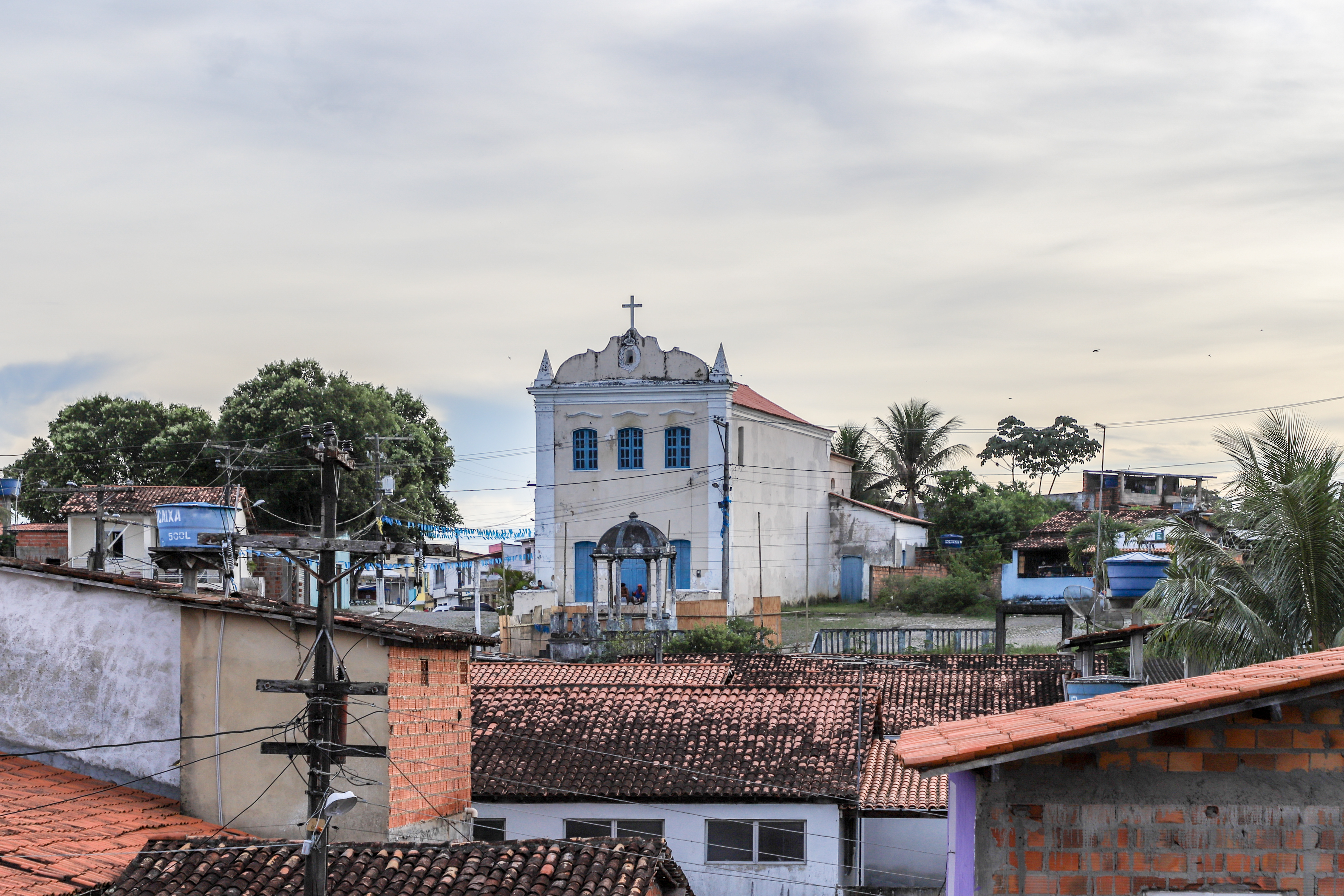
Igreja Matriz

Maragogipinho é um distrito do município de Aratuípe na região do Recôncavo Baiano. 
O distrito já fez parte da Comarca de Nazaré das Farinhas que abarcava a Ilha de Itaparica, Jaguaripe, as povoações de Aratuípe, da Estiva e Maragogipinho. Localizado às margens do Rio Jaguaripe, o distrito é reconhecido por suas centenas de olarias que espalham-se pelo vilarejo. Com uma população de pouco mais de 3.000 habitantes, o artesanato é a principal fonte de renda do distrito[carece de fontes?]. 
Estima-se que quase 80% da população esteja envolvida nesta cadeia produtiva, ocupando-se do ofício de oleiro. 
A produção de cerâmicas de Maragogipinho ainda conserva as ferramentas antigas e mantém instalações bem rústicas de origem indígena. Algumas delas são construídas com paredes de bambu ou varas, e cobertas de folhas sapés. Elas estão distribuídas em diversos corredores estreitos do vilarejo. A tradição passada de geração para geração já perdura há quase 300 anos.
Esse patrimônio histórico rendeu a Maragogipinho o título de Maior centro cerâmico da América Latina. A menção honrosa foi recebida em 2004, ao disputar o Prêmio UNESCO de Artesanato para América Latina e Caribe.

## História

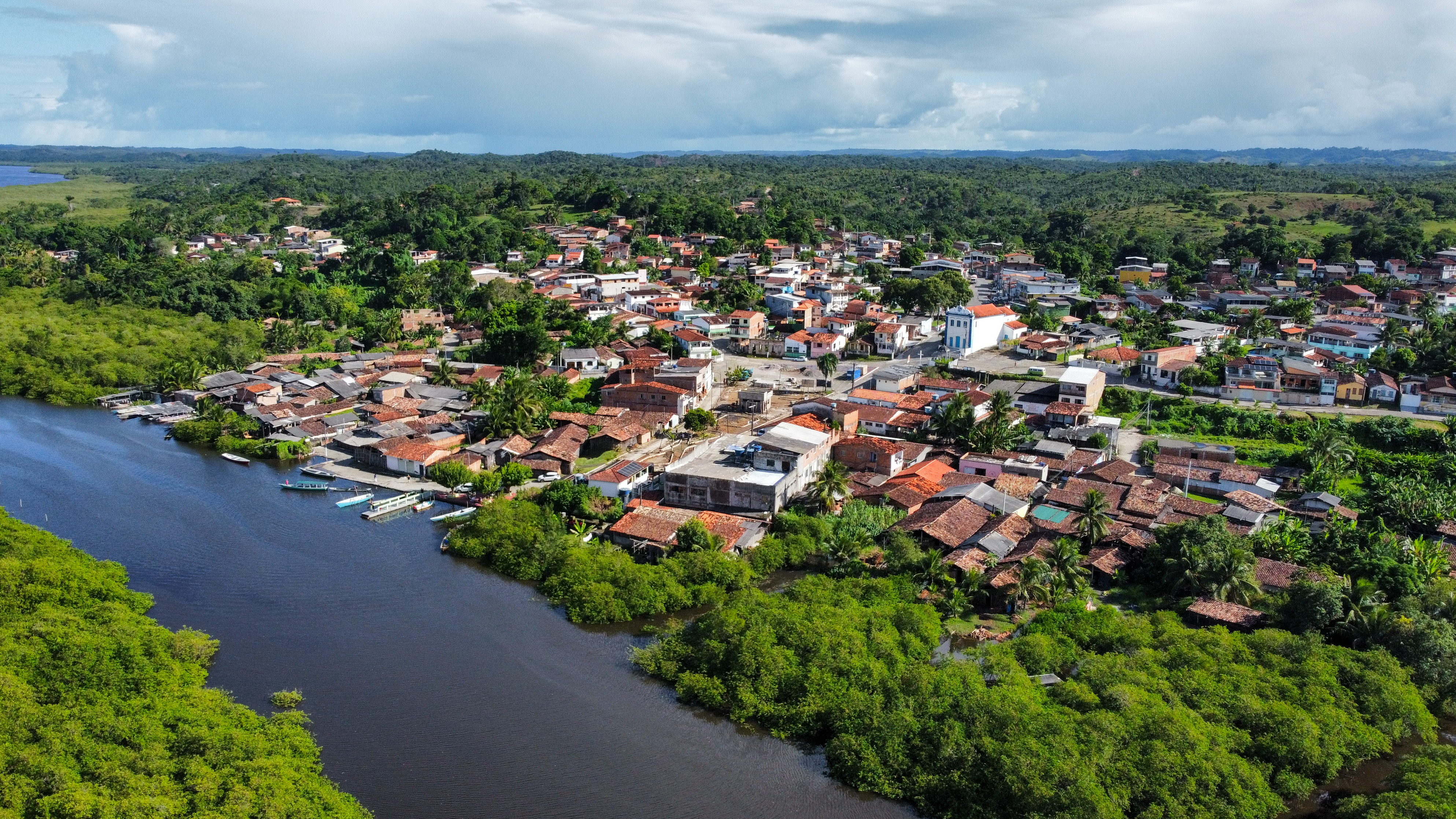
Vista aérea do distrito.

A comunidade de Maragogipinho é marcada por uma rica importância cultural, ancestral e socioeconômica.
Um dos aspectos mais destacados dessa comunidade é a produção artesanal do barro. As olarias, tradicionais galpões construídos com materiais orgânicos, como madeira e palha de piaçava, possuem uma estrutura que lembra construções indígenas, com distribuição espacial em semicírculo ao redor da Igreja Matriz Nossa Senhora da Conceição, construída em 1710 e reformada em [[1930|1930[carece de fontes?].]]
A cultura e as tradições presentes em Maragogipinho remontam a tempos remotos. Acredita-se que antigas aldeias indígenas e remanescentes de quilombos se uniram nessa região em busca de melhores condições de sobrevivência[carece de fontes?]. Tanto os indígenas quanto os africanos escravizados já dominavam a produção manual de cerâmica, fazendo panelas e pratos como parte de sua tradição cultural.
Em relação à cerâmica da região, há uma quantidade significativa de registros escritos, o que é incomum em comunidades artesanais[carece de fontes?]. Embora não sejam abundantes, essas fontes históricas do século XVIII já mencionavam Maragogipinho como uma comunidade ceramista consolidada e de destaque.
Essa comunidade é um verdadeiro tesouro cultural, preservando tradições antigas e transmitindo conhecimentos ancestrais de geração em geração. A produção artesanal do barro em Maragogipinho é um exemplo de como a cultura pode ser uma força motriz para o desenvolvimento econômico e social de uma comunidade.

## Origem da cerâmica artesanal de Maragogipinho
A história da cerâmica artesanal de Maragogipinho é tão fascinante quanto as peças que são produzidas lá.
Tudo começou quando um habilidoso oleiro decidiu explorar as águas do Rio Jaguaripe em uma pequena canoa repleta de objetos em cerâmica. Para sua surpresa, ele conseguiu vender todos os produtos que carregava, despertando assim o potencial dessa comunidade para a produção de belíssimas peças[carece de fontes?].
Desde então, Maragogipinho se tornou um verdadeiro berço da cerâmica artesanal, sendo responsável por abastecer a secular Feira de Caxixis na cidade de Nazaré. Essa feira, que ocorre anualmente a partir da Quinta-Feira Santa, é considerada uma das maiores exposições de cerâmica popular a céu aberto em toda a América Latina, cuja origem já ultrapassa os trezentos anos de existência.
Nessa feira, é possível encontrar uma variedade de peças, todas produzidas pelos ceramistas de Maragogipinho. Desde vasos delicados até esculturas imponentes, cada item carrega consigo a herança cultural e a tradição dessa comunidade.
A cerâmica de Maragogipinho é muito mais do que um simples objeto decorativo. Ela representa a história, a criatividade e a habilidade de um povo que, ao longo dos séculos, aprimorou suas técnicas e transformou a argila em verdadeiras obras de arte.